# Meghna Kumar
Meghna Kumar (23 giugno 1979) è una doppiatrice e attrice olandese.

## Filmografia
- Het Huis Anubis - serie TV (2009)

## Doppiaggio

### Film
- Evanna Lynch in Harry Potter
- Olesya Rulin in High School Musical, High School Musical 2, High School Musical 3: Senior Year

### Serie televisive
- Chetna Pandya in Heartstopper
- Jordin Sparks in Big Time Rush, Zack e Cody sul ponte di comando

### Film d'animazione
- Pulk in Strange World - Un mondo misterioso
- Voci aggiuntive in Elemental

### Serie televisive d'animazione
- Paperina in Quack Pack - La banda dei paperi
- Slappy in Animaniacs
- Molly in Le Superchicche
- Amore, Roxy in Winx Club
- Slappy in Animaniacs
- Dijonay in La famiglia Proud
- Bridget Verdant in Tokyo Mew Mew - Amiche vincenti
- Lucinda in Pokémon
- Gwen in A tutto reality
- Willi in W.I.T.C.H.
- Elena in Codice Angelo
- Applejack in My Little Pony - L'amicizia è magica
- Garnet in Steven Universe
- Vedova Nera in Ultimate Spider-Man, Avengers Assemble, What If...?
- Principe Cucciolino in Unikitty!